# Корниш (Оклахома)
Корниш (енгл. Cornish) град је у америчкој савезној држави Оклахома.

## Демографија
По попису из 2010. године број становника је 163, што је 9 (-5,2%) становника мање него 2000. године.
| Група             | 2000.       | 2010.       |
| Белци             | 119 (69,2%) | 111 (68,1%) |
| Афроамериканци    | 0 (0,0%)    | 0 (0,0%)    |
| Азијати           | 1 (0,6%)    | 2 (1,2%)    |
| Хиспаноамериканци | 24 (14,0%)  | 20 (12,3%)  |
| Укупно            | 172         | 163         |